# 眺望台城堡
眺望台城堡（英語：Belvedere Castle）是美國紐約市的一座建築物，位於曼哈頓中央公園，始建於1869年。城堡內設有展示室和觀景台。自1919年以來，眺望台城堡也是中央公園氣象站的所在地。建築融合了哥特式和羅馬式風格。在1960年代，氣象台從城堡搬遷至洛克菲勒中心之後，城堡一度關閉。1983年後，城堡再次對外開放。